# Hobbytoerisme
Hobbytoerisme is een soort van toerisme. Men kan hierbij alleen of in groep reizen om aan hobby's deel te nemen of anderen met gelijklopende interesses te ontmoeten. Men kan hierbij ook iets toepasselijk rond de hobby ervaren.
Voorbeelden zijn rondleidingen in tuinen en samenkomsten van DX'ers.